# Hermes DVS in het seizoen 1960/61
Het seizoen 1960/1961 was het zevende jaar in het bestaan van de Schiedamse betaaldvoetbalclub Hermes DVS. De club kwam uit in de Eerste divisie A en eindigde daarin op de zevende plaats. Tevens deed de club mee aan het toernooi om de KNVB Beker, hierin werd in de eerste ronde verloren van Sparta (0–3).

## Wedstrijdstatistieken

### Eerste divisie A
|       | AGOVV | BVV   | D.F.C. | EDO   | Enschedese Boys | Fortuna | Helmondia '55 | HVC   | KFC   | Leeuwarden | Limburgia | RBC   | Stormvogels | Veendam | Vitesse | Volendam | De Volewijckers |
| ----- | ----- | ----- | ------ | ----- | --------------- | ------- | ------------- | ----- | ----- | ---------- | --------- | ----- | ----------- | ------- | ------- | -------- | --------------- |
| Thuis | 2 – 0 | 0 – 1 | 2 – 2  | 0 – 1 | 4 – 3           | 1 – 3   | 3 – 1         | 1 – 1 | 0 – 0 | 4 – 2      | 1 – 1     | 3 – 2 | 2 – 0       | 2 – 0   | 1 – 1   | 1 – 0    | 4 – 3           |
| Uit   | 1 – 2 | 1 – 2 | 1 – 0  | 2 – 3 | 7 – 2           | 1 – 0   | 3 – 0         | 1 – 2 | 4 – 0 | 4 – 1      | 1 – 2     | 1 – 2 | 0 – 1       | 1 – 0   | 3 – 1   | 2 – 0    | 6 – 0           |

### KNVB Beker
| Groepsfase                                          | Hermes DVS                                              | 0 – 2 (0 – 1) | Feijenoord                |
| 14 augustus 1960 Plaats: Schiedam Harga             |                                                         |               | –', –' Henk Schouten      |
| Groepsfase                                          | SVV                                                     | 1 – 2 (0 – 0) | Hermes DVS                |
| 18 september 1960 Plaats: Schiedam Frankelandsedijk | Gerrit van Pelt 76'                                     |               | 60', –' Eddy van de Graaf |
| Groepsfase                                          | Hermes DVS                                              | 2 – 1 (1 – 0) | Fortuna                   |
| 12 februari 1961 Plaats: Schiedam Harga             | Hans van Yperen 5' Frans van der Burg 88'               |               | Kees Blankenstein         |
| 1e ronde                                            | Sparta                                                  | 3 – 0 (3 – 0) | Hermes DVS                |
| 1 mei 1961 Plaats: Rotterdam Het Kasteel            | Joop Daniëls 13' Henk Janssen 14' Willem van Buuren 25' |               |                           |

## Statistieken Hermes DVS 1960/1961

### Eindstand Hermes DVS in de Nederlandse Eerste divisie A 1960 / 1961
| Stand | Gespeeld | Gewonnen | Gelijk | Verloren | Punten | Doelpunten voor | Doelpunten tegen |
| ----- | -------- | -------- | ------ | -------- | ------ | --------------- | ---------------- |
| 7e    | 34       | 16       | 5      | 13       | 37     | 49              | 60               |

### Topscorers
| #                 | Naam               | Goal |
| ----------------- | ------------------ | ---- |
| 1.                | Eddy van de Graaf  | 14   |
| 2.                | Piet Henke         | 8    |
| 3.                | Frans van den Burg | 7    |
| 4.                | Coen Groenewegen   | 5    |
| 5.                | Piet Janse         | 3    |
| 6.                | Hans Eijkenbroek   | 2    |
| 6.                | Cock van der Tuijn | 2    |
| 6.                | Cock de Zwart      | 2    |
| 9.                | Piet de Groot      | 1    |
| 9.                | Ton Kemper         | 1    |
| 9.                | Joep de Leeuw      | 1    |
| 9.                | Aad Monster        | 1    |
| 9.                | Hans van Yperen    | 1    |
| Onbekend doelpunt |                    |      |
| –                 | Onbekend           | 1    |
| Totaal            | Totaal             | 49   |

| #      | Naam               | Goal |
| ------ | ------------------ | ---- |
| 1.     | Eddy van de Graaf  | 2    |
| 2.     | Frans van der Burg | 1    |
| 2.     | Hans van Yperen    | 1    |
| Totaal | Totaal             | 4    |